# 登美藤津
登美 藤津（とみ の ふじつ）は、奈良時代から平安時代初期にかけての皇族・貴族。始め藤津王を名乗るが臣籍降下して登美真人姓となる。用明天皇の後裔、少納言・正月王の子。官位は従五位上・越中守。

## 経歴
延暦10年（791年）父・正月王の遺志によるものとして、子息4人子女4人と共に、臣籍降下して登美真人姓を授かりたい旨上表し、許される。従五位下に叙爵の後、延暦18年（799年）左大舎人助次いで少納言に任ぜられる。
大同5年（810年）に発生した薬子の変では越前介に任ぜられるが、平城京から伊勢国へ出発した平城上皇に兵士を動員して呼応した前任の越前介・阿倍清継と越前権少掾・百済王愛筌に捕らえられた。そのため、民部少輔・紀南麻呂が糾問のために派遣され、清継と愛筌はともに罪を認め流罪となった。変後まもなく従五位上に昇叙される。
翌弘仁2年（811年）治部大輔次いで兵部大輔と京官に遷るが、弘仁5年（814年）越中守に任ぜられ再度地方官に転じている。

## 官歴
『六国史』による。
- 時期不詳：従五位下
- 延暦18年（799年） 2月20日：左大舎人助。8月3日：少納言
- 大同5年（810年） 9月10日：越前介。10月2日：従五位上
- 弘仁2年（811年） 正月29日：治部大輔。5月14日：兵部大輔
- 弘仁5年（814年） 12月2日：越中守